# Blatnica Pokupska
 Blatnica Pokupska falu Horvátországban, a Károlyváros megyében. Közigazgatásilag Károlyvároshoz tartozik.

## Fekvése
Károlyvárostól 14 km-re keletre, a Kulpa bal partján fekszik.

## Története
Neve 1507-ben tűnik fel „Blathnycza” alakban. 1509-ben „Blathnicza”, 1566-ban „Blatthnycza”, 1612-ben „Blattnicza” néven említik. 1783-ban az első katonai felmérés térképén „Dorf Blatnicza” néven szerepel. A településnek 1857-ben 161, 1910-ben 154 lakosa volt. A trianoni békeszerződésig Zágráb vármegye Károlyvárosi járásához tartozott. 2011-ben 31-en lakták.

## Lakosság
| Lakosság változása | Lakosság változása | Lakosság változása | Lakosság változása | Lakosság változása | Lakosság változása | Lakosság változása | Lakosság változása | Lakosság változása | Lakosság változása | Lakosság változása | Lakosság változása | Lakosság változása | Lakosság változása | Lakosság változása | Lakosság változása |
| ------------------ | ------------------ | ------------------ | ------------------ | ------------------ | ------------------ | ------------------ | ------------------ | ------------------ | ------------------ | ------------------ | ------------------ | ------------------ | ------------------ | ------------------ | ------------------ |
| 1857               | 1869               | 1880               | 1890               | 1900               | 1910               | 1921               | 1931               | 1948               | 1953               | 1961               | 1971               | 1981               | 1991               | 2001               | 2011               |
| 161                | 154                | 151                | 149                | 150                | 154                | 152                | 139                | 121                | 118                | 108                | 114                | 86                 | 83                 | 59                 | 31                 |

## Nevezetességei
- A Szentlélek tiszteletére szentelt kápolnája a 20. század elején épült. 1991-ben a szerb tüzérség harangtornyát szétlőtte, a háború után újjáépítték.
- Határában 2012-ben felavatott új közúti híd ível át a Kulpán, mely a túloldali Banska Selnicával köti össze.